# Агнес фон Майсен
Агнес фон Майсен (на немски: Agnes von Meißen; * пр. 1264, † сл. септември 1332) от род Ветини, е втората дъщеря на Албрехт II, маркграф на Майсен, и първата му съпруга Маргарета фон Хоенщауфен, дъщеря на император Фридрих II.

## Фамилия
Агнес се омъжва през 1282 г. за херцог Хайнрих I фон Брауншвайг-Грубенхаген (1267 – 1322). Тя е майка на византийската императрица Ирена Алемана. Двамата имат децата:
- Алесина (* 1282) ∞ граф Фридрих фон Байхлинген († 1333)
- Ото (1283 – 1309)
- Албрехт (1284 – 1341), комтур на Немския орден към Меран
- Аделхайд (1285 – 1320) ∞ херцог Хайнрих VI от Каринтия (1265 – 1335)
- Агнес († 1332), монахиня в Остероде
- Хайнрих II (1289 – 1351)

1. ∞ Юта фон Бранденбург-Ландсберг
2. ∞ Хайлвиг фон Лузинян (Дом Лузинян)

- Аделхайд-Ирина (1293 – 1324) ∞ византийския император Андроник III Палеолог (1296 – 1341)
- Ернст I (1297 – 1361)
- Матилда († 1344) ∞ граф Йохан II фон Мекленбург-Верле-Гюстров († 1337)
- Рихардис († 1332), абатиса на Остероде 1325 – 1332
- Вилхелм I († 1360)
- Йохан († 1367), пропст на манастир Санкт Александри в Айнбек